# 21 cm Granatewerfer 69
A 21 cm Granatwerfer 69 (rövidítve 21 cm Gr.W. 69 vagy 21 cm GrW 69, magyarul 21 cm-es gránátvető 69) egy német aknavető volt, melyet a második világháború alatt használtak. A fegyver egyéb megnevezései a GR 19 és B 19 voltak.
A prototípust a Škoda gyártotta 22 cm sGrW B 14 megjelöléssel, de áttervezték 21 cm-re az OKH igényei szerint, hogy a már meglévő lőszert használhassák hozzá. Tüzelő állásban a kerekek talpakon pihentek, amelyek félkör alakú lemezben végződtek. Az alaplemezt a foglalathoz rögzítették egy gömbcsuklóval, hogy a löveget forgatni tudják a kerekekre való visszaeresztés nélkül is. A függőleges irányzást fogaskerekekkel oldották meg, melyek a függőleges lábakon vannak. A gyújtószerkezetet a závárzatgyűrűbe építették. Úgy tervezték, hogy a teljes fegyvert egyben lehessen vontatni, az alaplemez pedig a cső fölött kap helyet.
85 kg-os könnyű és 110 kg-os nehéz gránátokat tüzelt.

## Fordítás
- Ez a szócikk részben vagy egészben  a(z)   21 cm GrW 69 című angol Wikipédia-szócikk ezen változatának fordításán alapul.  Az eredeti cikk szerkesztőit annak laptörténete sorolja fel. Ez a jelzés csupán a megfogalmazás eredetét és a szerzői jogokat jelzi, nem szolgál a cikkben szereplő információk forrásmegjelöléseként.